# Hubert Grimme
Hubert Grimme, född 24 januari 1864, död 5 september 1942, var en tysk orientalist, son till skolmannen och skalden Friedrich Wilhelm Grimme.
Grimme blev professor i semitiska språk i Münster 1910. Omfattande studier och talrika skrifter, behandlande vitt skilda områden av semitisk kultur, religion, historia och filologi, gjorde Grimme till en av de mest betydande bland sin tids orientalister. 
Med sina tolkningsförsök av de i början av 1900-talet gjorda inskriftsfynden från Sinaihalvön, framlagda i Althebräische Inschriften vom Sinai (1923), som han själv underkastade i kritisk prövning i en omarbetning 1929, väckte han till liv en häftig polemik. Bland Grimmes övriga arbeten märks Das Gesetz Chammurabis und Moses (1903) och Die Oden Salomos, syrisch-hebräisch-deutsch.